# Oldfield Park
Oldfield Park – stacja kolejowa w mieście Bath w hrabstwie Somerset na liniach kolejowych Wessex Main Line. Stacja bez sieci trakcyjnej. Na stacji nie zatrzymują się pociągi pospieszne. Stacja obsługuje północne dzielnice miasta.

## Ruch pasażerski
Ze stacji korzysta ok. 191 647 pasażerów rocznie (dane za rok 2007). Posiada bezpośrednie połączenia z Bristolem, Exeterem, Bath Spa, Reading, Weymouth i Salisbury. Pociągi odjeżdżają ze stacji na każdej z linii w odstępach co najwyżej godzinnych w każdą stronę.

## Obsługa pasażerów
Automat biletowy, przystanek autobusowy, parking na 7 miejsc rowerowych.